# Magie v Harrym Potterovi
Následující článek shrnuje některé aspekty magie používané ve světě Harryho Pottera.

## Lektvary

### Amorův šíp
Amorův šíp je nejsilnější nápoj lásky. Objevil se v šestém díle jako jeden z lektvarů, které připravil profesor Křiklan na uvítanou studentům. Každému voní jinak, podle toho co ho přitahuje, Hermiona cítí čerstvě posečenou trávu, nový pergamen a peprmintovou zubní pastu. Harry zase cítil sirupové košíčky, dřevěnou vůni násady od koštěte a cosi květinového, co snad kdysi ucítil v Doupěti (poté se zjistí, že se jedná o Ginny).

### Felix felicis
„Tekuté štěstí“ felix felicis je lektvar, jehož příprava trvá šest měsíců. Jelikož tomu, kdo se ho napije přinese ohromné štěstí, je zakázán ve všech soutěžích, zkouškách a volbách. V šestém díle jej vyhrál Harry za nejlépe připravený odvar živoucí smrti. V knize je popsán jako lektvar s barvou roztaveného zlata, ale ve filmu je čirý.

### Kostirost
Je to lektvar, po kterém člověku dorostou chybějící kosti; chutná jako pepř. Ve druhém díle jej musel vypít Harry, aby mu dorostly kosti, které mu odstranil naprosto neschopný učitel Zlatoslav Lockhart.

### Mnoholičný lektvar
V anglickém originále Polyjuice Potion. Je to hustý lektvar, jehož příprava trvá okolo měsíce a změní toho, kdo se ho napije, v někoho jiného po dobu jedné hodiny. V surovém stavu (tj, když se do něj nepřidá žádná část těla toho, v koho se někdo chce proměnit) má blátivě zelenou barvu. V knize se objevil čtyřikrát, poprvé ve druhém, pak ve čtvrtém, šestém a nakonec v sedmém díle. Ve druhém díle ho uvařila Hermiona, protože chtěla zjistit, jestli je Draco Malfoy skutečně Zmijozelův dědic, ve čtvrtém díle se s jeho pomocí vydával Smrtijed Barty Skrk jr. za Alastora „Pošuka“ Moodyho. V šestém díle se objevil jako ukázka lektvaru, který připravil H. Křiklan na uvítanou. A v sedmém díle pomáhal hlavní trojici v hledání viteálů. Přísady: křídla ze zlatoočka, pijavice, prášek z rohu dvojrožce, truskavec, úhorník mnohodílný, kůže bojgy africké a - část z těla osoby, na kterou se chcete proměnit, např. vlas.

### Veritasérum
Je to lektvar, který vypadá jako čistá voda, ale přinutí toho, kdo se ho napije mluvit pravdu, stačí tři kapky a i Voldemort prozradí svá nejskrývanější tajemství. Poprvé se objevil ve čtvrtém díle, kde jím Snape pohrozil Harrymu a nakonec byl použit na doznání Bartyho Skrka juniora. V pátém díle jej používala Dolores Umbridgeová na výslechy studentů a v sedmém díle ho použila Rita Holoubková na výslech Batyldy Bagshotové, aby mohla napsat svou knihu Život a lži Albuse Brumbála. Slovo pochází z latinského Veritas, což znamená pravda.

### Doušek živé smrti
Doušek živé smrti vyrobíte pomocí rozdrceného kořene Asfodelu a výluhu z pelyňku.

## Znamení zla

Znamení zla

Znamení zla je znamení v podobě rozšklebené smaragdové lebky, které se z úst místo jazyka plazí had. Používá jej Lord Voldemort a jeho přívrženci, tzv. Smrtijedi. Formulí „Morsmorde“ ho nejčastěji „vyvěšovali“ nad obydlí, která vyplenili a jejich obyvatele zavraždili. Stalo se synonymem strachu a smrti. Lidé, kteří se vraceli domů a nad svým obydlím spatřili vznášející se znamení, už věděli, co je doma čeká. Sloužilo Smrtijedům jako podpis - za tohle jsme zodpovědní MY.
Rovněž se titulem znamení zla označuje tetováni na předloktí Smrtijedů, které mělo stejnou podobu. Voldemortovi sloužilo k jejich svolání. Kdykoli se prstem dotkl znamení nějakého Smrtijeda, ostatní začalo jejich tetování pálit a ti se museli bez meškáni přemístit ke svému pánovi. Po jeho údajné smrti se tetování vytratilo, avšak s jeho opětovným nástupem sílilo také znamení - signál pro Smrtijedy, že jejich pán se vrací.
Ve čtvrtém díle bylo toto znamení vyčarováno i z hůlky Harryho Pottera, jenž o svou hůlku přišel během zápasu famfrpálového šampionátu. Za tenhle incident byla zodpovědná osoba, která sebe sama označovala titulem nejvěrnějšího Smrtijeda.